# Șatki
Șatki (în rusă Шатки) este o așezare de tip urban din regiunea Nijni Novgorod a Federației Ruse, localitatea de reședință a raionului Șatki